# Wenxing (häradshuvudort)
Wenxing (kinesiska: 文星, 湘阴县) är en häradshuvudort i Kina. Den ligger i provinsen Hunan, i den södra delen av landet, omkring 55 kilometer norr om provinshuvudstaden Changsha. Wenxing ligger 51 meter över havet och antalet invånare är 680 875. Befolkningen består av 333 736 kvinnor och 347 139 män. Barn under 15 år utgör 16,0 %, vuxna 15-64 år 73 %, och äldre över 65 år 10,0 %.
Runt Wenxing är det tätbefolkat, med 427 invånare per kvadratkilometer. Wenxing är det största samhället i trakten. Trakten runt Wenxing består till största delen av jordbruksmark.
Genomsnittlig årsnederbörd är 1 683 millimeter. Den regnigaste månaden är maj, med i genomsnitt 292 mm nederbörd, och den torraste är december, med 45 mm nederbörd.